# Creagrutus menezesi
Creagrutus menezesi é uma espécie de peixe da família dos caràcids e da ordem dos caraciformes.

## Descrição
Os machos podem alcançar 7,5 cm de comprimento. Vive em zonas de Clima tropical, na América do Sul, no Rio Tocantins, no Brasil.